# Llewellyn Jewitt
Llewellyn Frederick William Jewitt (24 novembre 1816 - 5 juin 1886) est un illustrateur, graveur, scientifique et auteur célèbre de The Ceramic Art of Great Britain (1878). Ses productions, d'un nombre important, recouvrent des centres d'intérêt variés.

## Biographie

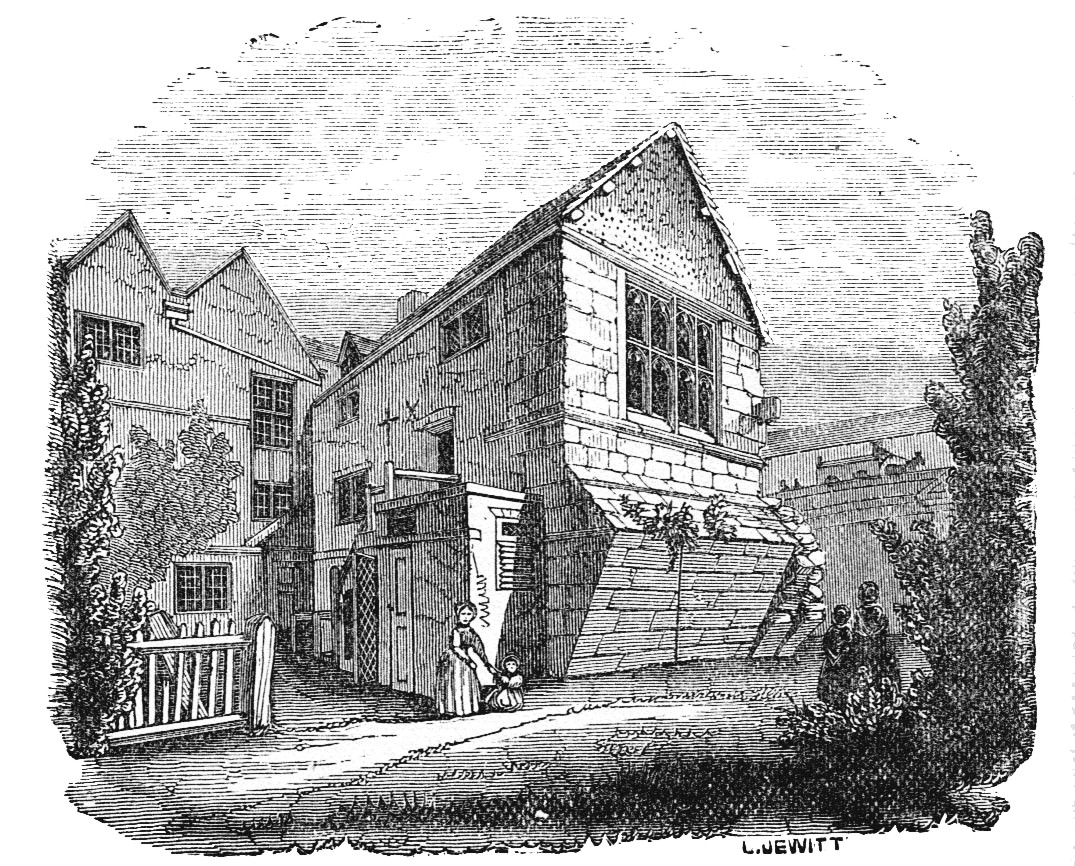
St. Mary's Bridge Chapel, Derby

Llewellyn est né à Kimberworth dans la banlieue de Rotherham. Il est le dix-septième enfant de l'artiste, auteur et directeur d'école Arthur Jewitt (en) et de sa femme Martha. Son éducation, essentiellement donnée par son père, directeur de Kimberworth Endowed School, commence à Duffield dans le Derbyshire.
Le jour de Noël 1838, il épouse Elizabeth Sage, fille d'Isaac Sage of Derby, mais rentre vite à Londres le jour même pour ne pas prendre de retard dans son travail.
De 1839 à 1845, il est employé chez le graveur Frederick William Fairholt (en), pour illustrer des œuvres de Charles Knight et contribuer au Pictorial Times, au Saturday Magazine, au Illustrated London News et au Punch. Il travaille au palais de Buckingham en 1845 et fait des croquis des pièces du palais pour un projet de London Interiors.
Entre 1849 et 1853 il est le bibliothécaire de la bibliothèque municipale de Plymouth, après quoi il retourne dans le Derbyshire pour être le rédacteur du Derby Telegraph. En 1857, Llewellyn Jewitt est secrétaire du Derby Town and County Museum and Natural History Society, qui devient plus tard le Derby Museum and Art Gallery, dont les locaux sont ouverts au public les samedi matins. En 1858, la Société philosophique de Derby fusionne avec la société du musée et il déménagent les locaux dans une maison sur Wardwick à Derby.
Jewitt est membre de l'association archéologique British Archaeological Association et aide à fonder la société archéologique du Derbyshire en 1878. Il est membre de la Society of Antiquaries de Londres, écrit de nombreux articles sur les antiquités et la topographie anglaises et est le rédacteur d'un guide touristique intitulé Black's Guide to Derbyshire, 1872.
Jewitt fonde la revue d'antiquités The Reliquary dont il est le rédacteur jusqu'à sa mort, survenue à The Hollies, à Duffield, en 1886.

## Livres
- The Stately Homes of England Jewitt, L. and Hall, S. C. (Philadelphia 1878) 2 vols.
- (en) The Ceramic Art of Great Britain (1878) by Llewellyn Jewitt.
- (en) other book by Llewellyn Jewitt